# Holland & Holland
Holland & Holland ist ein 1835 gegründeter britischer Waffenhersteller, der luxuriöse Jagdwaffen mit Zubehör und Munition produziert. Das Unternehmen verkauft darüber hinaus hochwertige Bekleidung und Accessoires für Jäger und Sportschützen. Holland & Holland wurde im Februar 2021 durch die italienische Beretta-Holding übernommen.

## Geschichte

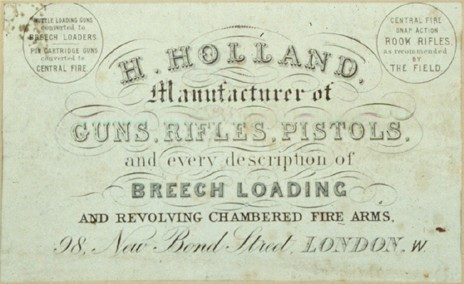
Anzeige von H. Holland, vor 1876

Harris Holland (1806–1896) betrieb in jungen Jahren in London einen Tabakgroßhandel. Er muss recht erfolgreich gewesen sein, denn er nahm häufig an Taubenschießen bedeutender Londoner Gentlemen’s Clubs teil. Darüber hinaus hatte er ein Revier für die Gänsejagd in einem Moor in Yorkshire gepachtet. Als ein begeisterter und erfahrener Schütze interessierte er sich auch für die Waffenherstellung. Einige Freunde überzeugten ihn 1835 von der Gründung eines Unternehmens zur Waffenherstellung. Die ersten Waffen Hollands trugen die Gravur H. Holborn, ohne die Angabe einer Anschrift. Es ist wahrscheinlich, dass die von Holland angebotenen Waffen in den ersten Jahren von anderen Herstellern nach seinen Vorgaben hergestellt wurden. Die eigene Waffenherstellung ist möglicherweise in den 1850er Jahren aufgenommen worden.
Der kinderlose Harris Holland nahm 1861 seinen Neffen Henry als Lehrling in das Unternehmen auf. 1867 wurde Henry zum Partner und 1876 wurde die Firmierung in Holland & Holland geändert. Formell waren die Hollands gleichberechtigte Partner, Harris Holland behielt aber bis zu seinem Tod die uneingeschränkte Kontrolle über das Geschäft. Beginnend mit Henrys Eintritt wurde die Qualität der gefertigten Waffen fortwährend gesteigert. Einen Höhepunkt im Wettstreit mit den zahlreichen Londoner Jagdwaffenherstellern markierte das Jahr 1883. In diesem Jahr veranstaltete die Zeitschrift The Field, ein Magazin für Jäger und Naturfreunde, einen großen Schießwettbewerb. Die Veranstaltung wurde bewusst so kurzfristig angekündigt, dass die Waffenhersteller keine Gewehre speziell für den Wettkampf bauen konnten, sondern mit ihren alltäglichen Produkten antreten mussten. In allen zehn ausgeschriebenen Wettbewerbsklassen siegte Holland & Holland, und nur in einer Klasse fand sich ein ernstzunehmender Konkurrent. Zwischen 1883 und den 1930er-Jahren wurde an das Ereignis mit Gravuren auf allen Waffen des Unternehmens und in seiner Werbung erinnert. 1885 wurde Holland & Holland das Recht verliehen, die Bezeichnung „Royal“ für seine Produkte zu verwenden.

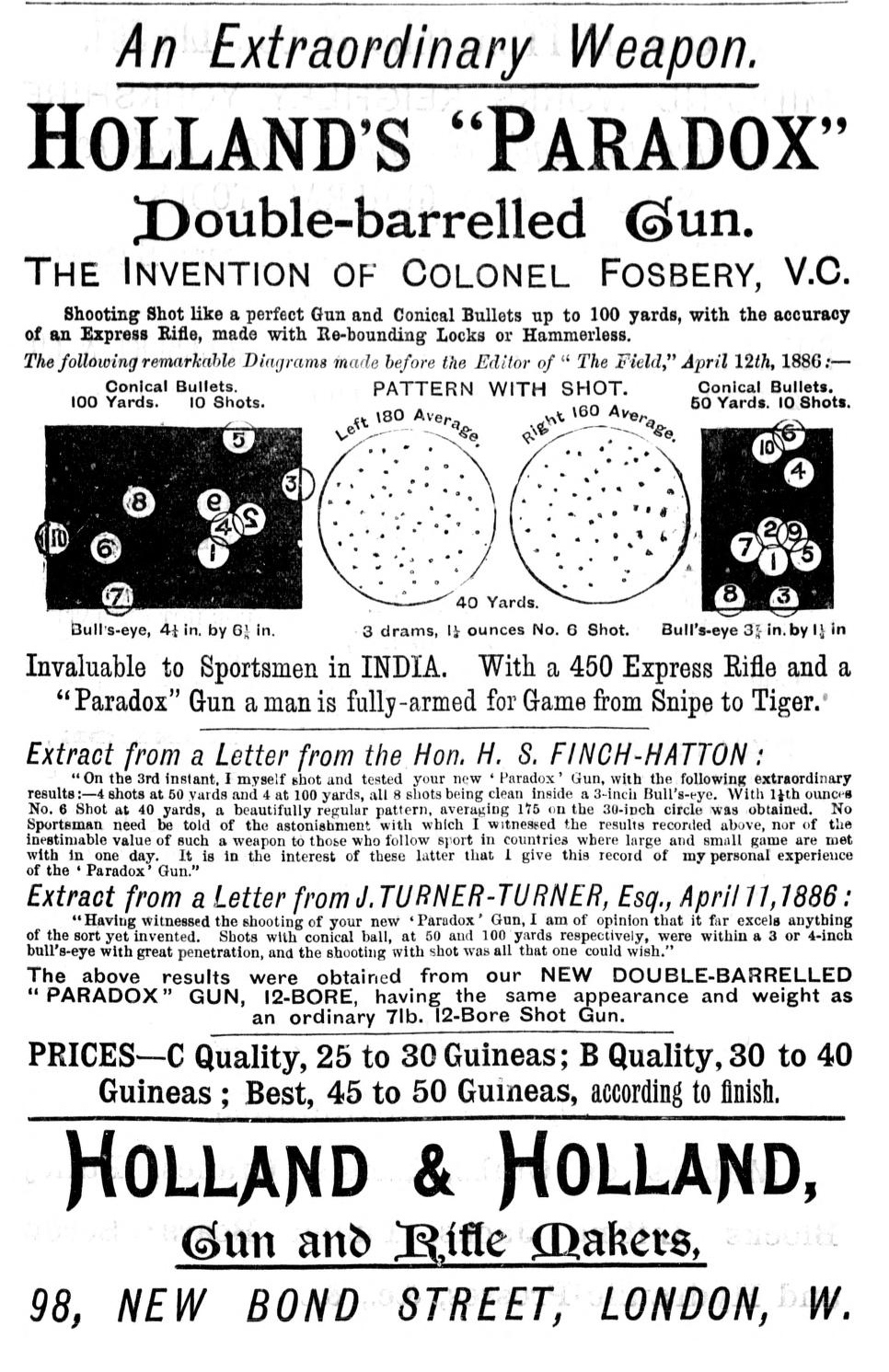
Die Holland & Holland "Paradox-Gun"

Ab 1886 hatte Holland & Holland die Markenrechte für die Paradox Gun. Es war eine patentgeschützte, doppelläufige Paradoxflinte, mit der Schrot- und Flintenmunition verschossen werden konnte. Die Paradox Gun wurde in verschiedenen, heute ungebräuchlichen, Kalibern hergestellt, von der wuchtigen 2 Bore bis zu 48 Bore. 1904 ließ Holland & Holland die selbst entwickelte Gürtelpatrone patentieren. Von ihr wurden zahlreiche andere Patronen abgeleitet. Unter ihnen war die 1912 eingeführte .375 H&H Magnum die meistproduzierte.
In das halbe Jahrhundert von 1883 bis zum Zweiten Weltkrieg fiel die große Zeit der Safaris und Großwildjagden in den britischen Kolonien Asiens und Afrikas. Holland & Holland belieferte neben europäischen und US-amerikanischen Jägern und Waffensammlern auch zahlreiche indische Fürsten. Die Bespoke Guns von Holland & Holland waren und sind Waffen, die individuell nach den Maßen und Wünschen des Kunden angefertigt werden. Einer der bedeutendsten Kunden war der frühere US-amerikanische Präsident Theodore Roosevelt, dem mehr als 50 britische Bewunderer zu der 1909 und 1910 durchgeführten und von ihm geleiteten Smithsonian-Roosevelt African Expedition eine Doppelbüchse Holland & Holland ‚Royal‘ .458 schenkten.

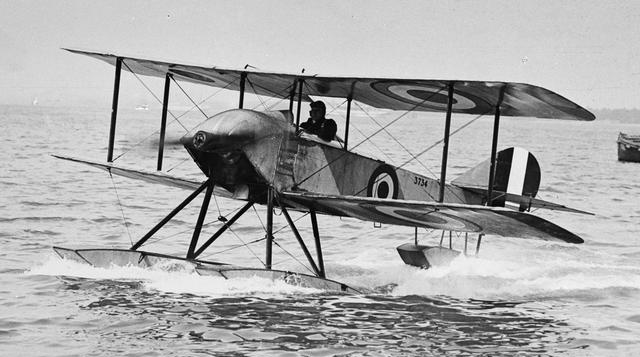
Sopwith Schneider, 1914

In beiden Weltkriegen produzierte Holland & Holland hochwertige und spezialisierte Rüstungsgüter. Im Ersten Weltkrieg wurde die „Aero“ oder „Zeppelin“-Flinte entwickelt und ab November 1914 in etwa 128 Exemplaren zum Stückpreis von 22 Pfund, 10 Shilling an das Beschaffungsamt der Admiralität geliefert. Es handelte sich dabei um Schrotflinten des Kalibers 12 Bore mit einem 30 Zoll-Lauf. Sie waren dafür vorgesehen, in einem Winkel von 35 Grad nach rechts an Wasserflugzeugen Sopwith Schneider montiert zu werden. Die verschossene Patrone SA Chain Shot 12 bore Mark I war anstelle von Schrot mit einem Draht gefüllt, an dem eine große und sechs kleine Bleikugeln befestigt waren. Die sich nach der Schussabgabe entfaltende Ladung sollte die Hüllen von Zeppelinen möglichst stark beschädigen. Von den Flinten sind nur vier Exemplare erhalten, und auch die Patronen sind sehr selten.
Holland & Holland überstand die Weltwirtschaftskrise unter der Leitung von Colonel Jack Holland, dem Sohn von Henry Holland. Dazu mussten Teile des Immobilienbesitzes verkauft werden. Während des Zweiten Weltkriegs baute Holland & Holland mehr als 23.000 britische Ordonnanzgewehre Lee-Enfield No. 4 Mk. I zu Scharfschützengewehren No. 4 (T) um. 1959 wurde Holland & Holland an Malcolm Lyell verkauft. Der bereits 1956 von Lyell erworbene Waffenhersteller W. J. Jeffery & Co. wurde eine Tochter von Holland & Holland. In den folgenden Jahren kaufte das Unternehmen zahlreiche Jagdgewehre des Luxussegments aus den Sammlungen der indischen Fürsten zurück. Damit wurde das Geschäft mit gebrauchten Waffen (Pre-owned guns) begründet.
1989 erwarb der französische Mode- und Luxusgüter-Konzern Chanel alle frei verfügbaren Geschäftsanteile. In den 1990er Jahren expandierte Holland & Holland stark. Die Produktpalette wurde um hochwertige Jagd- und Outdoorbekleidung und Accessoires erweitert. Die Geschäftsräume in London wurden umfassend renoviert, der Pavillon auf dem Schießgelände im Westen Londons wurde vergrößert und um einen Ausstellungsraum erweitert, und es wurden Ausstellungsräume in Paris und New York eröffnet. 2007 kam ein Ausstellungsraum in Moskau hinzu. Die Präsenzen in Paris und New York City sind mittlerweile geschlossen, es gibt aber einen neuen Ausstellungsraum in Dallas, Texas.
Anfang Februar 2021 teilte die italienische Beretta Holding mit, dass sie Holland & Holland Ltd. mit Wirkung vom 1. Februar 2021 vollständig übernommen habe. Über den Kaufpreis und sonstige Konditionen wurde nichts bekanntgegeben. Beretta war seit einiger Zeit am Einstieg in das Premiumsegment interessiert. An Holland & Holland als einem Hersteller von luxuriösen Jagdwaffen mit internationalem Kundenkreis, eigener Produktionsstätte, herausragenden Produkten und einer beeindruckenden Firmengeschichte war Beretta sehr interessiert. Zum Unternehmen gehört ein Schießgelände westlich von London, das als eines der besten und exklusivsten in ganz Großbritannien gilt.

## Patronen
Holland & Holland hat für seine Jagdwaffen eine Reihe von Patronen entwickelt:
- .240 Apex (1920 eingeführt), als Gürtelpatrone und Randpatrone produziert;
- .244 H&H Magnum (1955);
- .7/250 Rook (vor 1880);
- .275 H&H Magnum (1912), als Gürtelpatrone und Randpatrone produziert;
- .295 Rook;
- .300 H&H Magnum (1912), als Gürtelpatrone und Randpatrone produziert;
- .375 Flanged Nitro Express (1899);
- .375 H&H Magnum (1912), als Gürtelpatrone und Randpatrone produziert;
- .400/375 Belted Nitro Express (1955);
- .400 H&H Magnum (2003);
- .500/450 Nitro Express (späte 1890er);
- .465 H&H Magnum (2003);
- .500/465 Nitro Express (1907);
- .600/577 Rewa (1929);
- .700 Nitro Express (1988);

## Holland & Holland Overfinch

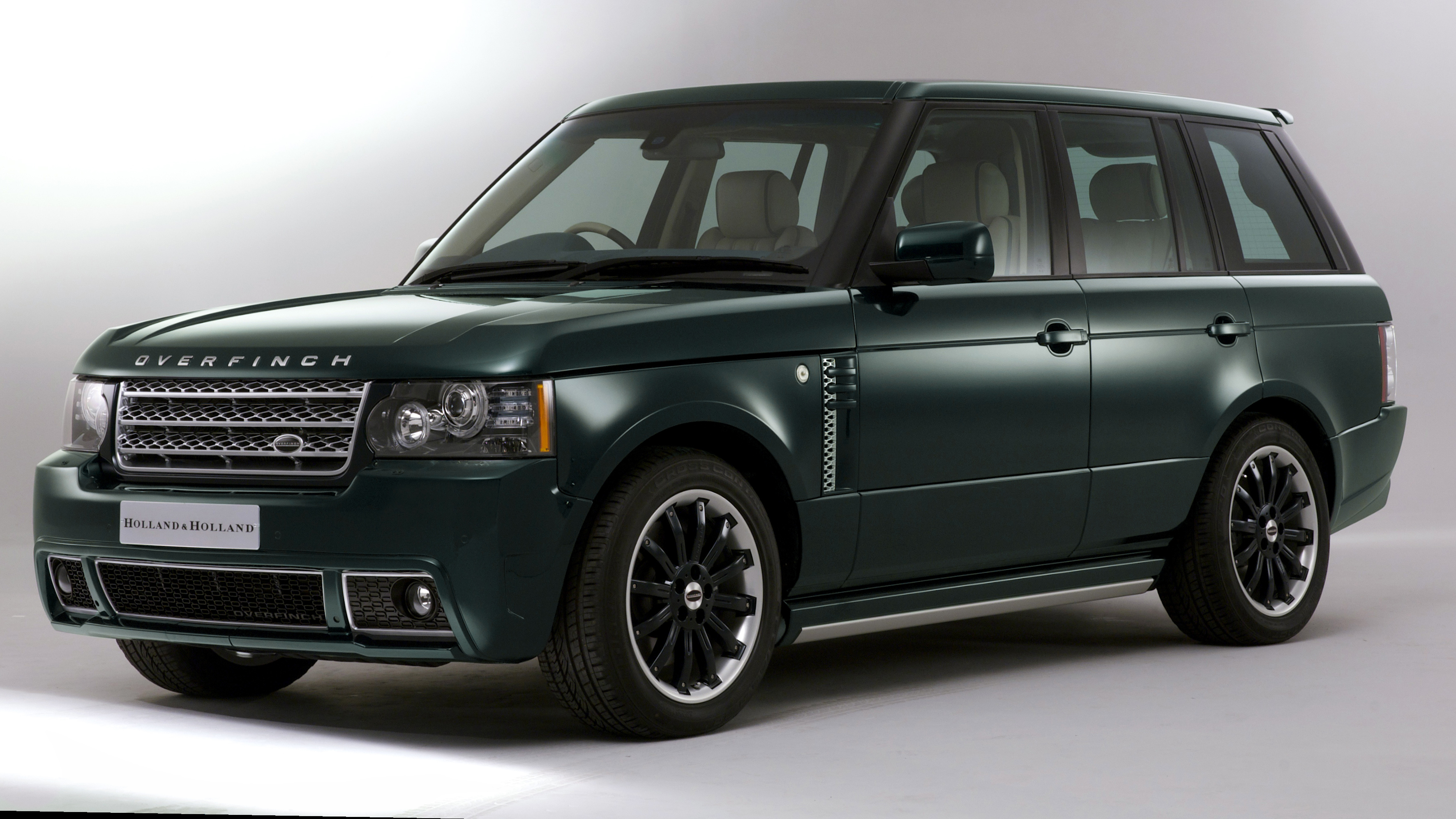
Holland & Holland Overfinch

Das auf Fahrzeugtuning der Marken Land Rover und Range Rover spezialisierte britische Unternehmen Overfinch bietet mit seinem Spitzenmodell Holland & Holland Overfinch einen luxuriös ausgestatteten Range Rover an, dessen Namensgebung und Design auf die Marke Holland & Holland zurückgehen.